# Signal Iduna Park
Signal Iduna Park (nazwa marketingowa – wcześniej Westfalenstadion – Stadion Westfalii) – stadion piłkarski w Dortmundzie, na którym rozgrywane są mecze klubu piłkarskiego Borussia Dortmund. Jest szóstym co do wielkości stadionem w Europie oraz największym stadionem w Niemczech.

## Westfalenstadion
Historia Westfalenstadion (pol. Stadion Westfalii) sięga 1965, kiedy to po raz pierwszy zaplanowano budowę nowego stadionu dla Borussii. Obiekt stworzony na potrzeby mistrzostw świata w 1974 stał się jednym z najsłynniejszych stadionów świata, dziś kojarzy się głównie z żywiołowo reagującą widownią kibicującą Borussii Dortmund. Budowa stadionu została sfinansowana przez władze miasta Dortmund. Obiekt, który początkowo mieścił 54 tysiące osób był kilkakrotnie rozbudowywany. Po raz pierwszy w 1992 stadion dotknęła generalna przebudowa. Związana ona była z nowymi wymogami UEFA dotyczącymi ilości miejsc siedzących, pojemność stadionu ograniczyła się do 48 tysięcy. Już w połowie lat 90. podjęto decyzję o rozbudowie Westfalenstadion. W 1999 skończono przebudowę i stadion mógł pomieścić 69 tysięcy widzów. Na potrzeby mistrzostw świata z 2006 stadion po raz kolejny został powiększony do 83 tysięcy miejsc. Obecnie jest to największy stadion w Niemczech. W 2005 Borussia w wyniku kłopotów finansowych została zmuszona do sprzedaży nazwy stadionu firmie Signal Iduna, od tej pory obiekt ten nosi nazwę Signal Iduna Park. Borussia zarobiła na tej operacji około 80 milionów euro.

## Obiekty treningowe Dortmund-Brackel
Na terenie starego lotniska Dortmund-Brackel Borussia stworzyła centrum szkoleniowe spełniające najostrzejsze wymogi UEFA i DFB. Otwarto je w maju 2006, posiada ono m.in. cztery boiska o sztucznej nawierzchni i cały system odbudowy fizycznej. W ośrodku trenują wszystkie drużyny Borussii Dortmund.

## Wnętrze
Westfalenstadion składa się z czterech zadaszonych trybun, z których każda wychodzi na boisko od strony wschodniej, południowej, zachodniej i północnej.  Trybuny wschodnia i zachodnia (Ost- und Westtribüne) biegną przez całą długość pola, natomiast trybuna północna i południowa (Nord- und Südtribüne) przez szerokość pola. Na południowym tarasie stadionu znajduje się „Żółta Ściana” w Dortmundzie – największa wolnostojąca trybuna w Europie o pojemności 25 000 widzów. Żółta ściana zapewnia Westfalenstadion jedną z najbardziej onieśmielających dla przeciwników klubu domowego atmosfer w całej Europie, pomagając Borussii Dortmund w Lidze Mistrzów UEFA 2012/13.